# Thomas J. Mabry

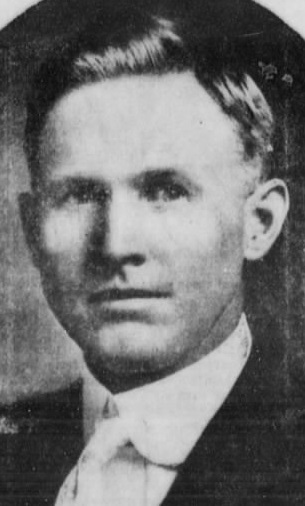
Thomas J. Mabry, 1918

Thomas Jewett Mabry (* 17. Oktober 1884 im Carlisle County, Kentucky; † 23. Dezember 1962 in Albuquerque, New Mexico) war ein US-amerikanischer Jurist und Politiker und von 1947 bis 1951 der 14. Gouverneur des Bundesstaates New Mexico.

## Frühe Jahre und politischer Aufstieg
Nach der Grundschule besuchte Thomas Mabry die University of Oklahoma. Danach studierte er an der University of New Mexico Jura. Nach seiner Zulassung als Rechtsanwalt eröffnete er in Clovis (New Mexico) eine Kanzlei. Dort gab er auch eine Lokalzeitung heraus.
Mabry gehörte der Demokratischen Partei an. Im Jahr 1910 war er Mitglied der verfassungsgebenden Versammlung von New Mexico. Zwischen 1912 und 1917 saß er im Senat von New Mexico. Von 1926 bis 1927 war er Mitglied des Stadtrats von Albuquerque. Dort fungierte er zwischen 1932 und 1936 auch als Bezirksstaatsanwalt sowie von 1937 bis 1939 als Bezirksrichter. Im Jahr 1939 wurde er zum Vorsitzenden Richter (Chief Justice) des New Mexico Supreme Court ernannt. Dieses Amt behielt er bis 1946.

## Gouverneur von New Mexico
Am 5. November 1946 wurde er mit 53:47 Prozent der Stimmen gegen den Republikaner Edward L. Safford zum Gouverneur seines Staates gewählt. Er trat sein neues Amt am 1. Januar 1947 an. Nach einer Wiederwahl im Jahr 1948 konnte er es bis zum 1. Januar 1951 ausüben. In dieser Zeit wurden einige neue Regierungseinrichtungen geschaffen. Darunter waren eine Kommission, die sich mit der Alkoholsucht befasste, eine Luftfahrtbehörde für den zivilen Flugverkehr, eine Kommission für den Brandschutz und eine Kommission zur Kontrolle der Beschäftigungsverhältnisse (Fair Employment Practice Commission).
Nach dem Ende seiner Gouverneurszeit zog sich Thomas Mabry aus der Politik zurück. Er widmete sich seinen privaten Geschäften und verstarb im Dezember 1962. Er war dreimal verheiratet und hatte insgesamt drei Kinder.